# Cogula
Cogula es una freguesia portuguesa del concelho de Trancoso, con 4,37 km² de superficie y 228 habitantes (2001). Su densidad de población es de 52,2 hab/km².